# Cheffois
Cheffois és un municipi francès situat al departament de Vendée i a la regió de País del Loira. L'any 2007 tenia 909 habitants.

## Demografia

### Població
El 2007 la població de fet de Cheffois era de 909 persones. Hi havia 340 famílies de les quals 78 eren unipersonals (33 homes vivint sols i 45 dones vivint soles), 94 parelles sense fills, 156 parelles amb fills i 12 famílies monoparentals amb fills.
La població ha evolucionat segons el següent gràfic:
Habitants censats

### Habitatges
El 2007 hi havia 386 habitatges, 348 eren l'habitatge principal de la família, 23 eren segones residències i 15 estaven desocupats. 367 eren cases i 15 eren apartaments. Dels 348 habitatges principals, 266 estaven ocupats pels seus propietaris, 80 estaven llogats i ocupats pels llogaters i 2 estaven cedits a títol gratuït; 3 tenien una cambra, 15 en tenien dues, 31 en tenien tres, 70 en tenien quatre i 229 en tenien cinc o més. 290 habitatges disposaven pel capbaix d'una plaça de pàrquing. A 145 habitatges hi havia un automòbil i a 170 n'hi havia dos o més.

### Piràmide de població
La piràmide de població per edats i sexe el 2009 era:
| Homes | Edats   | Dones |
| ----- | ------- | ----- |
| 0     | 95 o +  | 0     |
| 0     | 90 a 94 | 0     |
| 4     | 85 a 89 | 12    |
| 4     | 80 a 84 | 0     |
| 32    | 75 a 79 | 16    |
| 12    | 70 a 74 | 24    |
| 32    | 65 a 69 | 32    |
| 4     | 60 a 64 | 20    |
| 20    | 55 a 59 | 12    |
| 36    | 50 a 54 | 24    |
| 32    | 45 a 49 | 32    |
| 28    | 40 a 44 | 20    |
| 24    | 35 a 39 | 28    |
| 24    | 30 a 34 | 8     |
| 32    | 25 a 29 | 32    |
| 28    | 20 a 24 | 32    |
| 44    | 15 a 19 | 24    |
| 16    | 10 a 14 | 40    |
| 32    | 5 a 9   | 12    |
| 8     | 0 a 4   | 28    |

## Economia
El 2007 la població en edat de treballar era de 566 persones, 469 eren actives i 97 eren inactives. De les 469 persones actives 445 estaven ocupades (258 homes i 187 dones) i 23 estaven aturades (4 homes i 19 dones). De les 97 persones inactives 35 estaven jubilades, 40 estaven estudiant i 22 estaven classificades com a «altres inactius».

### Ingressos
El 2009 a Cheffois hi havia 352 unitats fiscals que integraven 917 persones, la mediana anual d'ingressos fiscals per persona era de 15.867 €.

### Activitats econòmiques
Dels 24 establiments que hi havia el 2007, 1 era d'una empresa alimentària, 2 d'empreses de fabricació d'altres productes industrials, 6 d'empreses de construcció, 4 d'empreses de comerç i reparació d'automòbils, 3 d'empreses d'hostatgeria i restauració, 2 d'empreses financeres, 2 d'empreses immobiliàries, 2 d'empreses de serveis i 2 d'empreses classificades com a «altres activitats de serveis».
Dels 13 establiments de servei als particulars que hi havia el 2009, 1 era una oficina bancària, 2 tallers de reparació d'automòbils i de material agrícola, 1 paleta, 1 guixaire pintor, 2 fusteries, 1 empresa de construcció, 2 perruqueries, 2 restaurants i 1 agència immobiliària.
L'únic establiment comercial que hi havia el 2009 era una fleca.
L'any 2000 a Cheffois hi havia 47 explotacions agrícoles que ocupaven un total de 1.620 hectàrees.

## Equipaments sanitaris i escolars
El 2009 hi havia 2 escoles elementals.

## Poblacions més properes
El següent diagrama mostra les poblacions més properes.